# Законодательная система Бутана
Право Бутана основывается главным образом на законодательстве. До принятия конституции законы принимались по указу короля Бутана. Право Бутана, берет свое начало из дуальной системы управления государством и на протяжении всего двадцатого века оно находилось под сильным влиянием английского права. По мере демократизации, правительство Бутана изучило правовые системы многих стран и смоделировало свои реформы по образцу их законов.
Высшей юридической силой Бутана, является конституция принятая в 2008 году. Согласно конституции, законы принимаются в рамках двухпалатной системы, требующего согласия Национальной ассамблеи, Национального совета парламента, а также согласия короля.
Высшим судебным органом по гражданским, уголовным, административным и иным делам Бутана является Верховный суд. Законы, принятые в Бутане до принятия Конституции 2008 года, остаются неизменными, поскольку они не противоречат конституции. Большая часть законов Бутана основана на поощрении валового национального счастья — основополагающему принципу конституции.
Соблюдение законов Бутана, контролируется правоохранительными органами Бутана, созданных в 1965 году. Судебная система Бутана, а именно Королевский суд, занимается рассмотрением и толкованием законов Бутана.

## Источник права
Основные статьи: Законодательные акты Бутана и Внешняя политика Бутана.
Бутанское законодательство является источником внутреннего права Бутана, включая гражданское, уголовное и административное право. Бутанское законодательство написано двухпалатным парламентом Бутана. Национальный Совет верхней палаты, Национальное Собрание нижней палаты или Генеральный прокурор могут принимать законопроекты, за исключением денежных и финансовых законопроектов, которые являются компетенцией Национального Собрания. Законы, принятые до принятия Конституции в 2008 году, были приняты в соответствии с различными процедурами, некоторые из которых были обнародованы королем, как указано в их преамбуле.
Согласно статье 20 конституции Бутана, международные отношения Бутана находятся под личным контролем короля по рекомендации исполнительной власти, а именно премьер-министра и министра иностранных дел. Договоры Бутана, заключенные до принятия конституции 2008 года, остаются в силе, однако любые договоры, принятые после, должны быть ратифицированы парламентом.

## История
История права Бутана начинается в период становления страны в 17 веке. Режим основателя Шабдрунга Нгаванга Намгьяла был связан правовым кодексом под названием Tsa Yig, который описывал духовный и гражданский режим и предусматривал законы для государственного управления и социального и морального поведения. Обязанности и добродетели, присущие буддийской Дхарме, сыграли большую роль в новом правовом кодексе, который оставался в силе до 1960-х гг.
Tsa Yig был пересмотрен в 1957 году и заменен новым кодексом 1965 году. Кодекс 1965 года, сохранил большую часть содержания кодекса 17-го века. Семейные проблемы, такие как брак, развод и усыновление, обычно решались путем обращения к буддийскому или индуистскому религиозному праву.
Судебные процессы в 1980-х годах были публичными, и обвинитель и обвиняемый имели обыкновение лично представлять свои дела судьям. До 1980-х годов в правовой системе Бутана не существовало джабми (адвокатов). Судьи отвечали за проведение расследований, предъявление обвинений, судебное преследование и вынесение обвинительных приговоров в рамках инквизиционной системы.
Серьезные преступления были крайне редки на протяжении всего XX века, хотя были сообщения о росте преступной активности в 1980 — х и начале 1990-х годов с притоком иностранных рабочих, расширением экономического неравенства и более тесными контактами с иностранными культурами.

## Гражданское право

### Право собственности
В широком смысле бутанское законодательство делит собственность на три вида: движимое имущество, недвижимое имущество и интеллектуальную собственность. Кроме того, Бутан систематизировал законодательство по конкретным подвидам собственности, например, таким как домашний скот. Бутанские ипотеки, займы и залоги движимого и недвижимого имущества, регулируются в соответствии с законом о движимом и недвижимом имуществе 1999 года и законом о земле 2007 года.
Закон также охватывает дефолт, взыскания, дефицит, погашение и распределение риска убытков. В частности, негражданам запрещается приобретать недвижимость без предварительного разрешения правительства. Примечательно также, что бутанское законодательство предусматривает взимание процентов с залогодержателей, находящихся в заключении, и распространяет некоторые права выкупа на членов семьи должника.
Закон о земле 2007 года устанавливает национальную земельную комиссию в качестве государственного органа, осуществляющего надзор за землевладением и сделками с землей. В состав комиссии входят секретари министерств сельского хозяйства, труда, населенных пунктов, финансов, торговли и промышленности, внутренних дел и культуры, а также около шести других представителей различных государственных структур и частных интересов. Комиссия осуществляет надзор за передачей земли, закладными, сервитутами и национальным земельным регистром. Также комиссия выдает акты о праве собственности на землю и проводит освидетельствование земель.
При соблюдении определенных ограничений граждане Бутана могут свободно вести экологически безопасную сельскохозяйственную и коммерческую деятельность на принадлежащей им земле, а также заключать такие сделки, как купля-продажа и аренда. Кроме того, королевское правительство уполномочено сдавать в аренду свои резервы для выпаса скота . Землепользование, как правило, должно быть лицензировано соответствующими органами; например, коммерческое сельское хозяйство, должно быть лицензировано министерством сельского хозяйства. Закон устанавливает предел владения землей и предусматривает исключения для королевской семьи, правительственных учреждений, религиозных учреждений, а также для бутанских корпораций. Из-за этого предела, закон также предусматривает льготный период для распоряжения унаследованной землей или наследование по завещанию второй очереди. Согласно Бутанскому законодательству, все права на полезные ископаемые принадлежат государству, а закон Об управлении рудниками и полезными ископаемыми и другие законы регулируют их использование.

#### Интеллектуальная собственность
Закон об интеллектуальной собственности, рассматривается главным образом в законе: Об авторском праве и Законе О промышленной собственности 2001 года. В соответствии с данным законом, бутанская защита авторских прав действует в течение всей жизни автора плюс пятьдесят лет после его смерти; в случае совместного авторства, защита действует в течение пятидесяти лет после смерти последнего автора. Коллективные и анонимные произведения охраняются в течение пятидесяти лет после публикации. Прикладное искусство охраняется в течение двадцати пяти лет с момента его создания. Бутанское законодательство об интеллектуальной собственности охраняет как экономические, так и моральные права автора.
Бутан защищает и другие виды интеллектуальной собственности, такие как патенты, товарные знаки, айдентику и промышленный дизайн, посредством закона: О промышленной собственности.
Отдел интеллектуальной собственности министерства экономики отвечает за ведение регистрации и соблюдение законодательства об интеллектуальной собственности. Отдел запустил свою систему регистрации в 2009 году.

## Корпоративное право
Бутан регулирует деятельность корпораций с 1989 года. Корпорации и другие юридические лица контролируются министерством торговли и промышленности и его различными вспомогательными учреждениями. Бутанское законодательство регулирует вопросы инкорпорации, капитала, долговых обязательств, акций и выпуска акций и ценных бумаг, корпоративного управления, бухгалтерского учета, а также роспуска. Примечательно, что лицензия на открытие бизнеса в качестве бутанской корпорации требует дискреционного одобрения министра торговли и промышленности.
С 2007 года Бутан осуществляет отдельное регулирование деятельности организаций гражданского общества. К ним относятся ассоциации, общества, фонды, благотворительные фонды, некоммерческие организации или другие структуры не являющиеся государственными предприятиями. Из статуса таких предприятий исключены профсоюзы, политические партии, кооперативы и религиозные организации, занимающиеся преимущественно религиозным культом. Скорее, последняя группа регулируется отдельно законом о религиозных организациях 2007 года, который направлен на защиту и сохранение духовного наследия Бутана, путем обеспечения регистрации и управления религиозными организациями. Для достижения этих целей, закон создает Чхоедей Ленцхог в качестве регулирующего органа по делам религиозных организаций. Этот орган регулирует, контролирует и ведет учет всех религиозных организаций в Бутане, которые, в свою очередь, обязаны регистрировать и соблюдать определенные правила.

## Гражданское право

### Гражданство и иммиграционное законодательство
Законы Бутана о гражданстве и иммиграции содержатся в законе: О гражданстве 1985 года и Законе Об иммиграции 2007 года. Закон о гражданстве Бутана, как правило, является амбилинейным законом, то есть, он передается по наследству, а не по месту рождения, и требует, чтобы оба родителя были Бутанцами.
Закон также требует постоянного учёта в местных регистрах. Натурализация требует культурного знакомства, ассимиляции и верности королю. Иммиграционное законодательство устанавливает визовый режим и делит иностранцев на категории иммигрантов и не иммигрантов. Иммиграционные инспекторы наделены широкими полномочиями по судебному преследованию правонарушителей, задержанию и обыску лиц и мест, как государственных, так и частных.

### Законы о выборах и правительстве
Бутанское законодательство, также касается выборов и органов управления — от выборов в местные органы власти, до национальных выборов и референдумов. Единственным предметом, который запрещен для обсуждения на национальных референдумах, является налогообложение.
Бутан состоит из одномандатных округов, которые избирают представителей на местном уровне — Тхромде (муниципалитет), Гевог (деревенское поселение) и Дзонгхаг (район), а также на национальном уровне — парламент. Избирательное законодательство устанавливает права кандидатов, партий и избирателей, а также порядок голосования, подсчета и оспаривания бюллетеней. Только национальный парламент обладает законотворческими полномочиями, многие полномочия, включая налогообложение и правоприменение, были переданы избранным местным органам власти с 1990-х годов.

### Трудовое право
В рамках правительства Бутана, Министерство труда, управление по вопросам труда, осуществляет трудовое законодательство, формулирует трудовые правила, инспектирует рабочие места и консультирует работодателей и работников об их правах и обязанностях.
Трудовое законодательство установлено законом о труде и занятости 2007 года и положениях закона о заработной плате 1994 года, которые остаются нераскрытыми. Положения 1994 года, которые остаются нераскрытыми, включают законы о льготах. Также, в этот перечень входят такие положения как: восьмичасовой рабочий день, один оплачиваемый выходной день на каждые шесть отработанных дней, страховые и транспортные расходы, покрываемые работодателем. Нетронутым остается потолок иностранных рабочих в размере 30 000.
Трудовое законодательство Бутана, запрещает принудительный труд, за исключением заключенных или людей, которые требуются для «важных местных и общественных мероприятий.» Обязательный труд в сельской местности для общественных целей, был отменен в 2009 году.
Закон также запрещает дискриминацию и сексуальные домогательства.

#### Права трудящихся
Трудовое законодательство Бутана включает обязательную компенсацию работникам, пенсии, заработную плату включая сверхурочные; универсальные правила отпуска, включая отпуск по беременности и родам и уходу за ребенком; а также всеобъемлющие положения о трудовых договорах и связанных с ними правах и средствах правовой защиты. Закон прямо возлагает финансовое ответственность обеспечения охраны труда и техники безопасности на работодателя, и требует представления отчетности о несчастных случаях и технике безопасности.

#### Детский труд
Детский труд не запрещен прямо, некоторые виды, такие как: торговля детьми, детская проституция, каторжный труд, работа в ночное время и опасные условия труда, запрещены. Минимальный возраст для неограниченной работы составляет 18 лет. На практике детский труд распространен на фермах, в магазинах и в самих школах. 2009 году УВКБ и ЮНИСЕФ обнаружили детей, работающих на дорожных строительных площадках, в автомобильных мастерских, ресторанах и в качестве уличных торговцев; некоторые дети также находились в сексуальном рабстве.
Чтобы исправить это, национальная комиссия по делам женщин и детей работает над тем, чтобы обеспечить этим детям стабильную помощь, возможности для получения образования и жилье. Государственное учреждение, также осуществляет надзор за приемными семьями и усыновлением сирот.

#### Иностранные рабочие
Бутанское законодательство запрещает прием на работу иностранцев без разрешения главной администрации. Министерство труда уполномочено устанавливать максимальное число иностранцев, которые могут работать в Бутане. Министерство внутренних дел и департамент иммиграции, также контролирует и координирует деятельность всех иностранных рабочих в Бутане.

### Семейное право
Семейное право в большой степени является вопросом традиции, но также дополняется законом о браке 1980 года, в соответствии с которым брак подпадает под юрисдикцию судов.
Закон о браке прежде всего сообщает, что люди имеют «право вступать в брак с любым другим лицом, независимо от статуса, касты, богатства или внешности», за исключением меньшинств (до 18 лет для мужчин, до 16 лет для женщин) и запрещает кровное родство. Независимо от того, заключен ли брак в соответствии с обычными обрядами и ритуалами, после помолвки, закон требует, чтобы пары получили свидетельство о браке («nyentham») от местного суда, чтобы вступить в законный брак. Требования включают в себя: одобрение и то, что пара состоит из одного жениха-мужчины и одной невесты-женщины на каждый брак. Другие ограничения на вступление в брак включают ограничение: в три брака для сторон, чьи браки неоднократно заканчиваются разводом. Повторный брак требует согласия бывшего супруга, а в случае овдовения-одного года ожидания. Примечательно, что женщины в Бутане по обычаю могут быть замужем за несколькими мужьями, однако им разрешается иметь только одного законного мужа.
В дополнение к браку, закон о браке рассматривает супружескую измену, сексуальные посягательства, раздельное проживание, развод, алименты, опеку над детьми и множество других преступлений. Супружеская измена женатого мужчины не может компенсироваться выплатой, однако супружеская измена и попытка супружеской измены с замужней женщиной должны быть компенсированы выплатой («gawo») от третьей стороны мужу; когда замужняя женщина совершает супружескую измену с неженатым мужчиной, обоим дополнительно грозит шестимесячный срок тюремного заключения. Однако компенсация не выплачивается, если муж узнает о супружеской неверности только после развода или если муж находится в тюрьме более трех лет (то есть за тяжкое преступление). Женщины получают компенсацию только тогда, когда их мужья оставляют их, чтобы законно жениться на другой женщине.
Раздельное проживание требует уплаты, как правило, стороной, добивающейся развода, за исключением случаев, когда супруги расстаются, чтобы принять обет религиозного безбрачия, и в случае, добивающихся развода с отсутствующими супругами. В противном случае расходы на раздельное проживание возлагаются на подающего на развод, на третьих лиц, которые побуждают к разводу, и на жен, которые признают свою вину в супружеской неверности.
Сам развод представляется как акт развода («yikthi»). Матери как законных, так и незаконных детей, имеют право на компенсацию от незамужних, разлученных или разведённых отцов. В случае гибели матери закон налагает на биологического отца обязанность выплачивать алименты семье и воспитывать своего ребенка, если семья ребенка не в состоянии.
Изнасилования в Бутане являются уголовно наказуемым деянием. Согласно законам 2004 года, изнасилование в браке также является незаконным и квалифицируется как мелкое правонарушение.
Конституция Бутана запрещает лицам, состоящим в браке с негражданами, занимать должности чиновников. Закон о браке предусматривает специальное судебное ходатайство для бутанцев, желающих вступить в брак с негражданами. Этот же закон вводит полное ограничение на продвижение по службе государственных служащих, вступающих в брак с негражданами, а также на увольнение любого государственного служащего в сфере обороны или международных отношений. Он также лишает бутанских граждан многих государственных льгот — от земельных наделов («Киду»), семян и займов до государственного и иностранного образования. Закон о браке предусматривает специальное судебное ходатайство для бутанцев, желающих вступить в брак с негражданами. Этот же закон вводит полное ограничение на продвижение по службе государственных служащих, вступающих в брак с негражданами, а также на увольнение любого государственного служащего в сфере обороны или международных отношений. Он также лишает бутанских граждан многих государственных льгот. Бутанское брачное законодательство запрещает международным парам пропагандировать любую религию, кроме государственной религии-буддизма Друкпа Кагью, и требует, чтобы супруг-негражданин принял бутанские традиции и обычаи.

## Налоговое законодательство
Бутанское законодательство в целом предусматривает индивидуальное и корпоративное налогообложение, основанное на доходах, продажах, импорте, движимом и недвижимом имуществе. Налоговая система устанавливается парламентом, контролируется министерством финансов и департаментом доходов.
По состоянию на 2011 год ставка корпоративного подоходного налога Бутана составляла 30 процентов от чистой прибыли; кроме того, налог на прибыль предприятий составлял еще 30 процентов от чистой прибыли. Что касается индивидуального налогообложения, то Департамент доходов и таможни не облагает налогами Первые 100 000 нгултрум дохода; налоги до 250 000 нгултрум под 10 %; до 500 000 нгултрум под 15 %; до 1,000,000 нгултрум на 20 %; и 1,000,001 нгултрум и выше на 25 %. Кроме того, передача имущества облагается налогом в размере 5 %. Сельские налоги также взимаются с земли, домов и скота. Другие прямые обязанности включают в себя транспортный налог, налог на зарубежные поездки, роялти, деловые и профессиональные лицензии, налоги на здравоохранение и муниципальные налоги.
Бутанское законодательство требует уплаты налога с продаж и акцизов на товары и услуги в Бутане, а также таможенных пошлин на импорт в соответствии со тарифами, установленными министерством финансов. Закон также предоставляет департаменту доходов и таможенным агентам широкие полномочия проверять, конфисковывать, требовать Бухгалтерский учет, а также задерживать, штрафовать и преследовать в судебном порядке тех, кто нарушает налоговое законодательство. Закон также устанавливает процессуальные рамки для разрешения споров, которые могут быть обжалованы в Королевском суде.
В рамках программы децентрализации Бутана, местные органы власти и муниципалитеты, были уполномочены собирать налоги на имущество, услуги и сделки с 1991 года. Примечательно, что закон О местном самоуправлении 2009 года разрешает муниципалитетам взимать отдельные налоги.
Также государство облагает налогами на конкретный предмет. Например, закон О борьбе против табака 2010 года требует от лиц, импортирующих табак, уплаты налога и представления доказательств оплаты по требованию. Как и многие подобные законы, закон о борьбе против табака определяет правонарушения.

## Уголовное право
Высшая правовая инстанция-Конституция Бутана-запрещает смертную казнь. Другие акты парламента криминализируют конкретные действия и практику: например, закон о табаке криминализирует выращивание, производство и продажу табака и табачных изделий, ограничивает общественное употребление табака, криминализирует не связанные со здоровьем изображения табака в средствах массовой информации и владение табаком сверх установленного лимита человека; кроме того, в законе Об иммиграции 2007 года перечислены уголовные преступления и наказания, связанные с иммиграцией и таможней.
Наиболее обширными законодательными актами, систематизирующие уголовное и процессуальное право Бутана, являются закон: О национальной безопасности 1992 года, Гражданский и Уголовно-процессуальный кодексы 2001 года и Уголовный кодекс 2004 года. Закон о национальной безопасности относится главным образом к измене и политическим преступлениям, а также к незаконным собраниям, беспорядкам и чрезвычайным ситуациям. Уголовный кодекс классифицирует преступления по степени тяжести, определяет элементы и средства защиты от преступлений и обеспечивает основу для вынесения приговоров преступникам. Кодекс устанавливает рамки уголовного права, аналогичные любой современной юрисдикции общего права, например, разделение субъективную сторону преступления, на халатность, безрассудство и умысел.
Классами преступлений, являются тяжкое преступление, проступок и нарушение. Мелкие проступки влекут за собой лишение свободы на срок один год или более, но менее трех лет; а нарушения влекут за собой штраф. Тяжкие преступления делятся на четыре степени. Преступления первой степени караются тюремным заключением на срок от пятнадцати лет до пожизненного; преступления второй степени-от девяти до пятнадцати лет; преступления третьей степени-от пяти до девяти лет; и преступления четвертой степени — от трех до пяти лет.
Элементы и средства защиты от преступлений систематизируются тематически, наряду с их классификацией. Например, умышленное убийство, классифицируется как тяжкое преступление первой степени, а неестественный секс, включая содомию, — в число «сексуальных преступлений», классифицируемых как мелкий проступок.

### Правоохранительные органы
Правоохранительная деятельность осуществляется в основном королевской полицией Бутана, однако королевская армия Бутана также обеспечивает безопасность в Бутане. Кроме того, законодательство позволило нескольким правительственным учреждениям осуществлять правоохранительную деятельность. Например, закон об иммиграции 2007 года предоставляет иммиграционным инспекторам широкие полномочия и полномочия по проверке и аресту, в то время как закон О борьбе против табака предусматривает обеспечение соблюдения законов о табаке и курении, местными органами власти.

## Судебная система
Судебная система Бутана — это Королевский суд, состоящий из Верховного Суда Бутана, Высокий Суда Бутана, двадцати судов дзонгхага. Там, где суды дзонгхага имеют географическую юрисдикцию (дунгхаги, «подрайоны»).
Главный судья и дрангпоны (помощники судей) Верховного суда, а также судьи верховного суда и нижестоящих судов дзонгхага назначаются лично королём. Главный судья назначается на 5 лет, но все остальные — на 10 или до обязательного выхода на пенсию.
В рамках судебной системы правительство Бутана и его органы консультируются в гражданском и уголовном судопроизводстве с генеральным прокурором Бутана. Генеральный прокурор назначается королем Бутана по рекомендации премьер-министра. Закон О Генеральном прокуроре 2006 года, прописан в конституции 2008 года, возлагает на генерального прокурора задачи судебного преследования за преступления, обеспечения беспристрастности судебного процесса и распространения информации о законодательстве среди населения. Генеральный прокурор также готовит проекты законов Бутана для представления их в парламенте, рассматривает законы, разработанные в парламенте, и консультирует все уровни правительства в отношении судебных решений.
В бутанской судебной системе гражданский и уголовный процесс определяются гражданским и уголовно-процессуальным кодексом 2001 года. Прежде всего, кодекс предусматривает открытые судебные процессы, беспристрастность и права на подачу петиций. Как гражданские, так и уголовные процессы в Бутане проводятся одним или несколькими судьями. После окончательного обжалования в судебной системе кодекс предусматривает апелляцию у короля.
Кроме того, в разделе гражданского процессуального кодекса предусмотрены место проведения, юрисдикция и правила состязательности сторон. Многие аспекты идентичны процедуре общего права, а именно федеральным правилам гражданского судопроизводства Соединенных Штатов, включая терминологию для требований, состязательных бумаг и ходатайств. В гражданских исках стороны всегда могут разрешить свои споры вместе с органами местного самоуправления.

#### Юридическая деятельность
Конституция гарантирует всем лицам право консультироваться и быть представленными бутанским джабми (адвокатом) по их выбору. Орган, регулирующий юридическую деятельность это Джабми Тшогдей, аналогично коллегии адвокатов.
Все адвокаты должны быть гражданами Бутана; лицами, обладающими честностью, хорошим характером и репутацией; не зависимыми от наркотиков; не страдающими психическими расстройствами; не признанными банкротами; не осужденными за уголовные преступления; имеющими юридическую квалификацию, признанную Джабми Тшогдей; прошедшими Национальный юридический курс; и сдавшими экзамены.